# Таргим
Таргим (ингуш. Тӏаргам) — древний город в Ингушетии. Расположен в Джейрахском районе. Ныне селение, административно входящее в сельское поселение Гули.
На территории города-поселения имеется архитектурный комплекс «Таргим», представленный множеством исторических объектов: древние циклопические жилища башенного типа, 4 боевые башни, 2 — полубоевые и более 20 жилых башен, а также 19 склеповых могильников, 2 мавзолея и 5 святилищ. В настоящее время данные объекты ингушской архитектуры и вся территория поселения входят в Джейрахско-Ассинский государственный историко-архитектурный и природный музей-заповедник и находятся под охраной государства.

## Название
Некоторые исследователи связывают название Таргима с легендарным Таргамосом. По версии А. С. Сулейманова «ТӀаргам» означает «щит».

## География
Расположен на юге Ингушетии недалеко от границы с Грузией, на правом берегу реки Ассы в Таргимской котловине. Высота над уровнем моря: 1080 м. Ближайшие населённые пункты: на северо-западе — Эгикал, на юге-западе — Хамхи, на юге — Гурети, на западе Бархане.

## История
На территории Таргима зафиксированы остатки мегалитических циклопических жилищ датируемые II-I тыс. до н. э. По преданию мощные замковые крепости Таргим, Эгикал и Хамхи в долине Гӏалгӏай Коашке («Галгайские дворы») основаны тремя братьями — сыновьями легендарного Аьлби-ерда (в других источниках Га). Самым младшим из них был Таргим (Тӏаргам), который поселился за рекой Асса. В позднем Средневековье Таргим территориально входил в Хамхинский шахар.
Из Таргима произошли следующие ингушские фамилии: Мальсаговы, Плиевы, Бековы, Арчаковы, Горбаковы, Оскановы, Озиевы, Гойговы, Угурчиевы, Тимурзиевы, Султыговы, Тутаевы, Гайсановы, Погоровы, Умаровы, Ганижевы, Эльдиевы, Медовы, Чемхильговы, Ганиевы, Гамкартиевы, Кодзоевы, Хабриевы, Джугутхановы, Эжиевы, Арсамаковы, Актемировы, Бязиевы, Наурузовы, Татиевы, Чариевы, Бахматовы, Алмазовы, Чапановы, Чабиевы, Бараковы, Гасаровы, Гатиевы, Тазиевы, Бакаевы, Ямиевы, Видиговы.

## Население
| 1926 | 2010 | 2011 | 2012 | 2013 | 2015 | 2016 |
| ---- | ---- | ---- | ---- | ---- | ---- | ---- |
| 22   | ↘7   | ↘6   | →6   | →6   | ↘5   | →5   |
| 2019 | 2024 |      |      |      |      |      |
| ↗6   | ↗9   |      |      |      |      |      |

## Галерея
- Таргим, 1929 год. Фото Щеблыкина И. П.
- «Город мертвых» — некрополь у с. Таргим